# ريتش ويلسون
ريتش ويلسون (بالإنجليزية: Rich Wilson)‏ هو صحفي وكاتب بريطاني، ولد في القرن العشرين.